# Dipterocarpus hispidus
Dipterocarpus hispidus is een soort uit de familie Dipterocarpaceae. De soort is endemisch in Sri Lanka, waar deze groeit in vochtige altijdgroene laaglandbossen in het zuidwesten van het eiland. De soort staat op de Rode Lijst van de IUCN geklasseerd als 'kritiek'.

## Zaden
De bruine zaadjes zitten in een bolletje onder 2 rood gelige blaadjes, deze 'vliegen' met de wind mee en worden zo over het regenwoud verspreid.